# M.C. Grøn
Marinus Oscar Curtois Grøn (født 19. oktober 1854 i København, død 13. marts 1939) var en dansk handelsmand.
M.C. Grøn var søn af grosserer L.J.T. Grøn, blev student fra Haderslev Læreres Skole 1872 og tog året efter filosofikum. Han gennemgik en treårig uddannelse til købmand og fabrikant i England og Frankrig og blev associé i firmaet M.E. Grøn & Søn 1879 og fik samme år grossererborgerskab. 
Han var medlem af bestyrelsen og kasserer for foreningen Det røde Kors og Ridder af Dannebrog.